# Elvin Beqiri
Elvin Beqiri (Scutari, 27 settembre 1980) è un allenatore di calcio ed ex calciatore albanese, di ruolo difensore.

## Caratteristiche tecniche
È un difensore mancino versatile, può ricoprire tutti i settori della difesa.

## Carriera

### Club
Dopo la trafila delle giovanili, nel 1999 arriva nella prima squadra del Vllaznia, rimanendoci per 4 stagioni, nelle quali colleziona 83 presenze e segna anche 6 gol.
Nel 2004 lascia l'Albania per trasferirsi in Ucraina, nel Metalurh Donec'k. L'esperienza nella squadra ucraina dura 4 stagioni, inframezzate da due stagioni trascorse tra le file dell'Alanija Vladikavkaz prima e del Maccabi Tel Aviv poi.
Tornato nel Metalurh all'inizio della stagione 2006-2007, trascorre due stagioni nella squadra ucraina racimolando solo 8 presenze globali. Decide allora di tornare al Vllaznia, club che l'aveva lanciato nei primi anni della sua carriera.

### Nazionale
Con la nazionale albanese ha disputato 47 partite, esordendo nel 2002.

## Statistiche

### Presenze e reti nei club
Statistiche aggiornate al 25 aprile 2015.
| Stagione                | Squadra                 | Campionato              | Campionato | Campionato | Coppe nazionali | Coppe nazionali | Coppe nazionali | Coppe continentali | Coppe continentali | Coppe continentali | Altre coppe | Altre coppe | Altre coppe | Totale | Totale |
| Stagione                | Squadra                 | Comp                    | Pres       | Reti       | Comp            | Pres            | Reti            | Comp               | Pres               | Reti               | Comp        | Pres        | Reti        | Pres   | Reti   |
| ----------------------- | ----------------------- | ----------------------- | ---------- | ---------- | --------------- | --------------- | --------------- | ------------------ | ------------------ | ------------------ | ----------- | ----------- | ----------- | ------ | ------ |
| 1999-2000               | Vllaznia                | KS                      | 11         | 0          | CA              | 0               | 0               | CU                 | 0                  | 0                  | -           | -           | -           | 11     | 0      |
| 2000-2001               | Vllaznia                | KS                      | 21         | 3          | CA              | 0               | 0               | Int                | 2                  | 0                  | -           | -           | -           | 23     | 3      |
| 2001-2002               | Vllaznia                | KS                      | 26         | 3          | CA              | 0               | 0               | UCL                | 4                  | 0                  | SA          | 1           | 0           | 31     | 3      |
| 2002-2003               | Vllaznia                | KS                      | 25         | 0          | CA              | 2               | 0               | -                  | -                  | -                  | -           | -           | -           | 27     | 0      |
| 2003-2004               | Metalurh Donec'k        | VL                      | 23         | 0          | CU              | 3               | 0               | CU                 | 2                  | 0                  | -           | -           | -           | 28     | 0      |
| 2004-2005               | Metalurh Donec'k        | VL                      | 23         | 0          | CU              | 2               | 0               | CU                 | 3                  | 0                  | -           | -           | -           | 28     | 0      |
| ago. 2005               | Metalurh Donec'k        | VL                      | 4          | 0          | CU              | 0               | 0               | -                  | -                  | -                  | -           | -           | -           | 4      | 0      |
| 2005-gen. 2006          | Alanija Vladikavkaz     | PL                      | 6          | 0          | CR              | 1               | 0               | -                  | -                  | -                  | -           | -           | -           | 7      | 0      |
| gen.-giu. 2006          | Maccabi Tel Aviv        | LhA                     | 12         | 0          | CI+CdL          | 0+0             | 0               | -                  | -                  | -                  | -           | -           | -           | 12     | 0      |
| 2006-gen. 2007          | Metalurh Donec'k        | VL                      | 8          | 0          | CU              | 1               | 0               | -                  | -                  | -                  | -           | -           | -           | 9      | 0      |
| Totale Metalurh Donec'k | Totale Metalurh Donec'k | Totale Metalurh Donec'k | 58         | 0          |                 | 6               | 0               |                    | 5                  | 0                  |             | -           | -           | 69     | 0      |
| gen.-giu. 2007          | Arsenal Kiev            | VL                      | 0          | 0          | CU              | 0               | 0               | -                  | -                  | -                  | -           | -           | -           | 0      | 0      |
| ott. 2007-2008          | Vllaznia                | KS                      | 7          | 0          | CA              | 0               | 0               | -                  | -                  | -                  | -           | -           | -           | 7      | 0      |
| 2008-2009               | Vllaznia                | KS                      | 26         | 3          | CA              | 4               | 0               | CU                 | 4                  | 0                  | SA          | 1           | 0           | 35     | 3      |
| 2009-gen. 2010          | Vllaznia                | KS                      | 16         | 2          | CA              | 0               | 0               | UEL                | 4                  | 0                  | -           | -           | -           | 20     | 2      |
| gen.-giu. 2010          | Xəzər-Lənkəran          | PL                      | 14         | 0          | CA              | 4               | 1               | -                  | -                  | -                  | -           | -           | -           | 18     | 1      |
| 2010-2011               | Xəzər-Lənkəran          | PL                      | 24         | 4          | CA              | 1               | 0               | UEL                | 2                  | 0                  | -           | -           | -           | 27     | 4      |
| 2011-2012               | Xəzər-Lənkəran          | PL                      | 22         | 0          | CA              | 1               | 0               | UEL                | 1                  | 0                  | -           | -           | -           | 24     | 0      |
| Totale Xəzər-Lənkəran   | Totale Xəzər-Lənkəran   | Totale Xəzər-Lənkəran   | 60         | 4          |                 | 6               | 1               |                    | 3                  | 0                  |             | -           | -           | 69     | 5      |
| 2012-2013               | Vllaznia                | KS                      | 22         | 0          | CA              | 3               | 0               | -                  | -                  | -                  | -           | -           | -           | 25     | 0      |
| 2013-2014               | Vllaznia                | KS                      | 23         | 1          | CA              | 1               | 0               | -                  | -                  | -                  | -           | -           | -           | 24     | 1      |
| 2014-2015               | Vllaznia                | KS                      | 29         | 1          | CA              | 3               | 0               | -                  | -                  | -                  | -           | -           | -           | 32     | 1      |
| Totale Vllaznia         | Totale Vllaznia         | Totale Vllaznia         | 206        | 13         |                 | 13              | 0               |                    | 14                 | 0                  |             | 2           | 0           | 235    | 13     |
| Totale carriera         | Totale carriera         | Totale carriera         | 342        | 17         |                 | 26              | 1               |                    | 22                 | 0                  |             | 2           | 0           | 392    | 18     |

### Cronologia presenze e reti in Nazionale
| Cronologia completa delle presenze e delle reti in nazionale ― Albania | Cronologia completa delle presenze e delle reti in nazionale ― Albania | Cronologia completa delle presenze e delle reti in nazionale ― Albania | Cronologia completa delle presenze e delle reti in nazionale ― Albania | Cronologia completa delle presenze e delle reti in nazionale ― Albania | Cronologia completa delle presenze e delle reti in nazionale ― Albania | Cronologia completa delle presenze e delle reti in nazionale ― Albania | Cronologia completa delle presenze e delle reti in nazionale ― Albania |
| Data                                                                   | Città                                                                  | In casa                                                                | Risultato                                                              | Ospiti                                                                 | Competizione                                                           | Reti                                                                   | Note                                                                   |
| ---------------------------------------------------------------------- | ---------------------------------------------------------------------- | ---------------------------------------------------------------------- | ---------------------------------------------------------------------- | ---------------------------------------------------------------------- | ---------------------------------------------------------------------- | ---------------------------------------------------------------------- | ---------------------------------------------------------------------- |
| 5-1-2002                                                               | Riffa                                                                  | Albania                                                                | 0 – 0                                                                  | Macedonia                                                              | Amichevole                                                             | -                                                                      |                                                                        |
| 10-1-2002                                                              | Riffa                                                                  | Bahrein                                                                | 3 – 0                                                                  | Albania                                                                | Amichevole                                                             | -                                                                      | 52’                                                                    |
| 13-3-2002                                                              | San Diego                                                              | Messico                                                                | 4 – 0                                                                  | Albania                                                                | Amichevole                                                             | -                                                                      |                                                                        |
| 17-4-2002                                                              | Andorra                                                                | Andorra                                                                | 2 – 0                                                                  | Albania                                                                | Amichevole                                                             | -                                                                      |                                                                        |
| 12-2-2003                                                              | Bastia Umbra                                                           | Albania                                                                | 5 – 0                                                                  | Vietnam                                                                | Amichevole                                                             | -                                                                      |                                                                        |
| 29-3-2003                                                              | Scutari                                                                | Albania                                                                | 3 – 1                                                                  | Russia                                                                 | Qual. Euro 2004                                                        | -                                                                      |                                                                        |
| 2-4-2003                                                               | Tirana                                                                 | Albania                                                                | 0 – 0                                                                  | Irlanda                                                                | Qual. Euro 2004                                                        | -                                                                      |                                                                        |
| 30-4-2003                                                              | Sofia                                                                  | Bulgaria                                                               | 2 – 0                                                                  | Albania                                                                | Amichevole                                                             | -                                                                      |                                                                        |
| 7-6-2003                                                               | Dublino                                                                | Irlanda                                                                | 2 – 1                                                                  | Albania                                                                | Qual. Euro 2004                                                        | -                                                                      | 82’                                                                    |
| 11-6-2003                                                              | Lancy                                                                  | Svizzera                                                               | 3 – 2                                                                  | Albania                                                                | Qual. Euro 2004                                                        | -                                                                      | 13’                                                                    |
| 20-8-2003                                                              | Prilep                                                                 | Macedonia                                                              | 3 – 1                                                                  | Albania                                                                | Amichevole                                                             | -                                                                      | 80’                                                                    |
| 10-9-2003                                                              | Scutari                                                                | Albania                                                                | 3 – 1                                                                  | Georgia                                                                | Qual. Euro 2004                                                        | -                                                                      |                                                                        |
| 11-10-2003                                                             | Lisbona                                                                | Portogallo                                                             | 5 – 3                                                                  | Albania                                                                | Amichevole                                                             | -                                                                      |                                                                        |
| 15-11-2003                                                             | Scutari                                                                | Albania                                                                | 2 – 0                                                                  | Estonia                                                                | Amichevole                                                             | -                                                                      |                                                                        |
| 18-2-2004                                                              | Tirana                                                                 | Albania                                                                | 2 – 1                                                                  | Svezia                                                                 | Amichevole                                                             | -                                                                      |                                                                        |
| 31-3-2004                                                              | Scutari                                                                | Albania                                                                | 2 – 1                                                                  | Islanda                                                                | Amichevole                                                             | -                                                                      |                                                                        |
| 28-4-2004                                                              | Tallinn                                                                | Estonia                                                                | 1 – 1                                                                  | Albania                                                                | Amichevole                                                             | -                                                                      |                                                                        |
| 18-8-2004                                                              | Limassol                                                               | Cipro                                                                  | 2 – 1                                                                  | Albania                                                                | Amichevole                                                             | -                                                                      |                                                                        |
| 4-9-2004                                                               | Tirana                                                                 | Albania                                                                | 2 – 1                                                                  | Grecia                                                                 | Qual. Mondiali 2006                                                    | -                                                                      | 83’                                                                    |
| 8-9-2004                                                               | Tbilisi                                                                | Georgia                                                                | 2 – 0                                                                  | Albania                                                                | Qual. Mondiali 2006                                                    | -                                                                      | 81’                                                                    |
| 26-3-2005                                                              | Istanbul                                                               | Turchia                                                                | 2 – 0                                                                  | Albania                                                                | Qual. Mondiali 2006                                                    | -                                                                      |                                                                        |
| 30-3-2005                                                              | Il Pireo                                                               | Grecia                                                                 | 2 – 0                                                                  | Albania                                                                | Qual. Mondiali 2006                                                    | -                                                                      |                                                                        |
| 4-6-2005                                                               | Tirana                                                                 | Albania                                                                | 3 – 2                                                                  | Georgia                                                                | Qual. Mondiali 2006                                                    | -                                                                      |                                                                        |
| 8-6-2005                                                               | Copenaghen                                                             | Danimarca                                                              | 3 – 1                                                                  | Albania                                                                | Qual. Mondiali 2006                                                    | -                                                                      |                                                                        |
| 17-8-2005                                                              | Tirana                                                                 | Albania                                                                | 2 – 1                                                                  | Azerbaigian                                                            | Amichevole                                                             | -                                                                      |                                                                        |
| 3-9-2005                                                               | Tirana                                                                 | Albania                                                                | 2 – 1                                                                  | Kazakistan                                                             | Qual. Mondiali 2006                                                    | -                                                                      |                                                                        |
| 8-10-2005                                                              | Dnipropetrovs'k                                                        | Ucraina                                                                | 2 – 2                                                                  | Albania                                                                | Qual. Mondiali 2006                                                    | -                                                                      |                                                                        |
| 12-10-2005                                                             | Tirana                                                                 | Albania                                                                | 0 – 1                                                                  | Turchia                                                                | Qual. Mondiali 2006                                                    | -                                                                      |                                                                        |
| 1-3-2006                                                               | Tirana                                                                 | Albania                                                                | 1 – 2                                                                  | Lituania                                                               | Amichevole                                                             | -                                                                      |                                                                        |
| 16-8-2006                                                              | Serravalle                                                             | San Marino                                                             | 0 – 3                                                                  | Albania                                                                | Amichevole                                                             | -                                                                      | 65’                                                                    |
| 2-9-2006                                                               | Minsk                                                                  | Bielorussia                                                            | 2 – 2                                                                  | Albania                                                                | Qual. Euro 2008                                                        | -                                                                      | 90+1’                                                                  |
| 6-9-2006                                                               | Tirana                                                                 | Albania                                                                | 0 – 2                                                                  | Romania                                                                | Qual. Euro 2008                                                        | -                                                                      | 82’                                                                    |
| 7-2-2007                                                               | Scutari                                                                | Albania                                                                | 0 – 1                                                                  | Macedonia                                                              | Amichevole                                                             | -                                                                      |                                                                        |
| 24-3-2007                                                              | Scutari                                                                | Albania                                                                | 0 – 0                                                                  | Slovenia                                                               | Qual. Euro 2008                                                        | -                                                                      |                                                                        |
| 28-3-2007                                                              | Sofia                                                                  | Bulgaria                                                               | 0 – 0                                                                  | Albania                                                                | Qual. Euro 2008                                                        | -                                                                      |                                                                        |
| 6-9-2008                                                               | Tirana                                                                 | Albania                                                                | 0 – 0                                                                  | Svezia                                                                 | Qual. Mondiali 2010                                                    | -                                                                      |                                                                        |
| 10-9-2008                                                              | Tirana                                                                 | Albania                                                                | 3 – 0                                                                  | Malta                                                                  | Qual. Mondiali 2010                                                    | -                                                                      | 54’ 65’                                                                |
| 11-10-2008                                                             | Budapest                                                               | Ungheria                                                               | 2 – 0                                                                  | Albania                                                                | Qual. Mondiali 2010                                                    | -                                                                      | 74’                                                                    |
| 15-10-2008                                                             | Braga                                                                  | Portogallo                                                             | 0 – 0                                                                  | Albania                                                                | Qual. Mondiali 2010                                                    | -                                                                      | 24’                                                                    |
| 19-11-2008                                                             | Baku                                                                   | Azerbaigian                                                            | 1 – 1                                                                  | Albania                                                                | Amichevole                                                             | -                                                                      | 44’                                                                    |
| 11-2-2009                                                              | Ta' Qali                                                               | Malta                                                                  | 0 – 0                                                                  | Albania                                                                | Qual. Mondiali 2010                                                    | -                                                                      |                                                                        |
| 1-4-2009                                                               | Copenaghen                                                             | Danimarca                                                              | 3 – 0                                                                  | Albania                                                                | Qual. Mondiali 2010                                                    | -                                                                      | 82’                                                                    |
| 6-6-2009                                                               | Tirana                                                                 | Albania                                                                | 1 – 2                                                                  | Portogallo                                                             | Qual. Mondiali 2010                                                    | -                                                                      |                                                                        |
| 10-6-2009                                                              | Tirana                                                                 | Albania                                                                | 1 – 1                                                                  | Georgia                                                                | Amichevole                                                             | -                                                                      | cap.                                                                   |
| 12-8-2009                                                              | Tirana                                                                 | Albania                                                                | 6 – 1                                                                  | Cipro                                                                  | Amichevole                                                             | -                                                                      | 72’                                                                    |
| 9-9-2009                                                               | Tirana                                                                 | Albania                                                                | 1 – 1                                                                  | Danimarca                                                              | Qual. Mondiali 2010                                                    | -                                                                      | 14’                                                                    |
| 14-10-2009                                                             | Solna                                                                  | Svezia                                                                 | 4 – 1                                                                  | Albania                                                                | Qual. Mondiali 2010                                                    | -                                                                      |                                                                        |
| Totale                                                                 |                                                                        | Presenze                                                               | 47                                                                     |                                                                        | Reti                                                                   | 0                                                                      |                                                                        |

## Palmarès

### Club

#### Competizioni nazionali
- Campionato albanese: 1

Vllaznia: 2000-2001
- Coppa d'Albania: 1

Vllaznia: 2007-2008
- Coppa d'Azerbaigian: 1

Xəzər-Lənkəran: 2010-2011